# Huberto Rohden
Huberto Rohden (São Ludgero, 30 de dezembro de 1893 — São Paulo, 7 de outubro de 1981) foi um filósofo, educador e teólogo brasileiro. Filho de Johannes Rohden e de Anna Locks.

## Biografia
Filho de um Luxemburguês e uma alemã, escreveu mais de 100 obras (ao final da vida, condensadas em 65 livros), onde franqueou leitura ecumênica de temáticas espirituais e abordagem espiritualista de questões pertinentes a pedagogia, ciência e filosofia, enfatizando o autoconhecimento, a autoeducação e a autorrealização. 
Precursor do espiritualismo universalista, foi propositor da Filosofia univérsica, por meio da qual defendia a harmonia cósmica e a cosmocracia: autogoverno pelas leis éticas universais, conexão do ser humano com a consciência coletiva do universo e florescimento da essência divina do indivíduo, reconhecendo que deve assumir as consequências dos atos e buscar a reforma íntima, sem atribuir à autoridade eclesiástica o poder de eliminar os débitos morais do fiel.
O traço marcante no pensamento de Huberto Rohden na filosofia brasileira do século XX é a acentuada preocupação com controvérsias do campo da ética e da pedagogia, próprias da sociedade moderna, e o estudo da metafísica fundamentado na análise comparada de religiões e filosofias espiritualistas do Ocidente e Oriente.
Padre jesuíta durante o início da carreira literária, graduou-se em ciências, filosofia e teologia pelas Universidades de Innsbruck (Áustria), Valkenburg (Holanda) e Nápoles (Itália).
Fundador da Instituição Cultural e Beneficente Alvorada (1952), lecionou na Universidade de Princeton (Estados Unidos), American University, de Washington, D.C. (Estados Unidos), e na Universidade Mackenzie (São Paulo, SP). Proferiu palestras nos Estados Unidos, Índia e Portugal.
Tradutor do Novo Testamento, da Bhagavad Gita e do Tao Te Ching, preocupou-se em editá-los a preços populares, de modo que facilitasse a democratização do conhecimento. Ao longo da vida revisou, atualizou e reescreveu o conjunto dos escritos.

## Pioneirismo
- Nas obras de meados do século XX, Huberto Rohden já abordava temas que só a partir do final daquele século começariam a se tornar recorrentes na literatura espiritualista brasileira: a cidadania e a consciência cósmicas; a autoeducação como principal meio de autoiluminação; a cosmocracia (autogoverno de acordo com a ética universal); a felicidade via exercício contínuo do autoconhecimento e autorrealização; a espiritualidade de cunho laico, temporal, ecumênico e universalista.
- A mensagem de sua obra é tornar o homem consciente de sua condição de um ser inteligente, espiritual e integral em rumo de sua evolução, sua filosofia tem um viés de uma reforma interior em que o ser para encontrar sua paz e felicidade necessita conscientizar de seu eu-crístico ou eu-cósmico, teses geradas pela filosofia univérsica, a qual dirigiu por muitos anos.
- Apesar de ser, como intelectual, o principal precursor brasileiro do espiritualismo universalista e de ter obras com boa distribuição e a preços populares, ainda é pouco conhecido e divulgado na comunidade espiritualista do Brasil o papel pioneiro de Huberto Rohden no âmbito do espiritualismo universalista.

### Outras obras

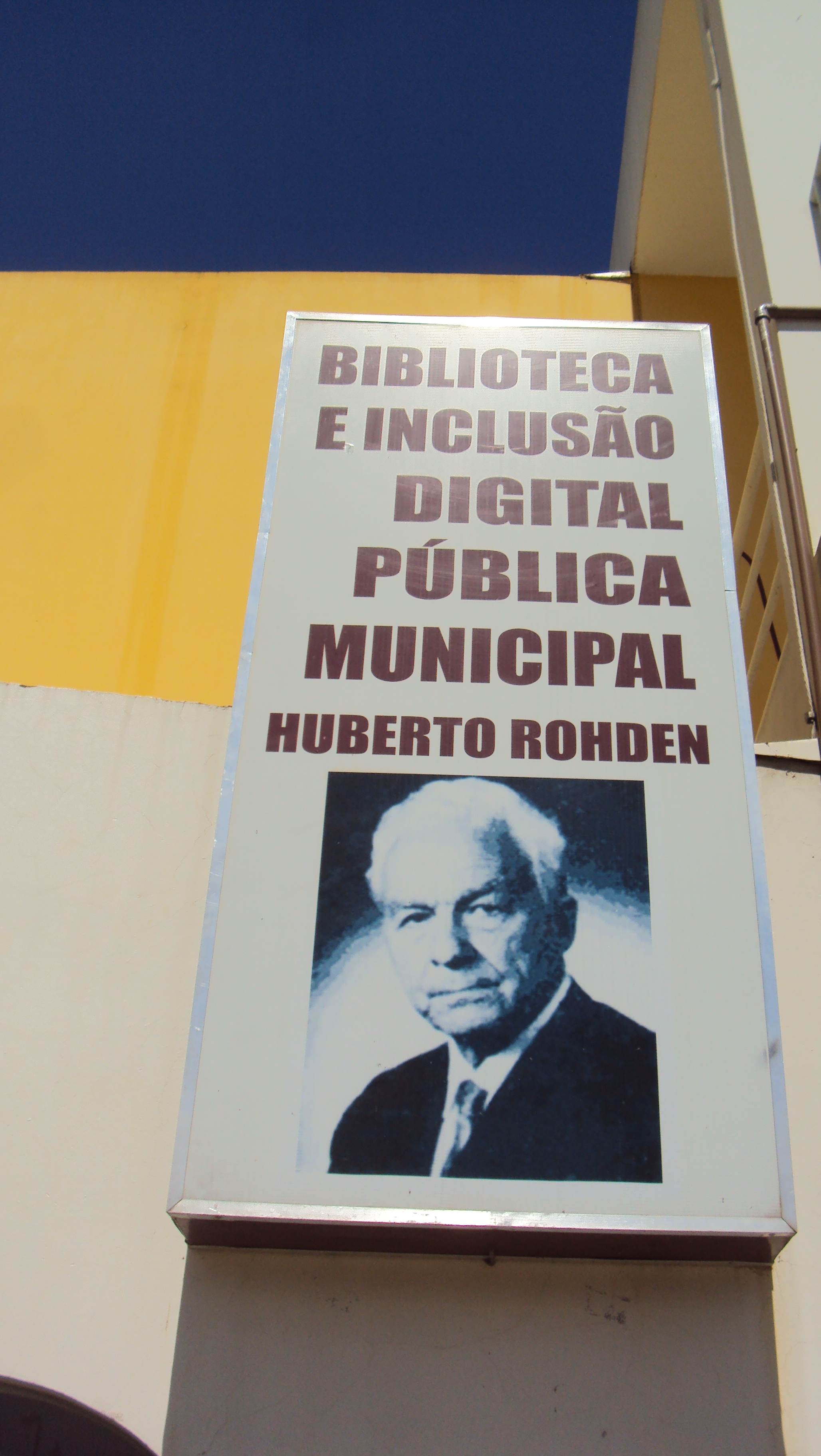
Biblioteca Huberto Rohden em São Ludgero